# 复盐
复盐是指含有两种或以上阴离子或阳离子，但有固定组成的晶型的简单盐类，属于化合物。複鹽與錯鹽不同，複鹽溶于水会离解出所有的簡單离子，而錯鹽中的錯離子會保持不變。複鹽也不是兩種鹽類的混合物，複鹽有單獨的結晶，且其比例固定，這都是純物質的特徵。通常而言，複鹽的特性與其組成的簡單鹽類並不相同。复盐通常可由混合这两种盐饱和溶液并结晶而制得。
常见的复盐有：
- 硫酸亚铁铵，俗称“摩尔盐”
- 硫酸铝钾（KAl(SO4)2），俗称“明矾”
- 酒石酸钾钠
- 倍半碳酸钠，俗称“钠倍半”
- 碱式碳酸铜，俗称“铜绿”